# Al-Nahda (Oman)
Al-Nahda is een Omaanse voetbalclub uit Masqat.

## Erelijst
- Omani League: (2) 2007, 2009

Al-Khaburah · Al-Nahda · Al Shabab · Al-Nasr Salalah · Al-Oruba · Dhofar · Masqat FC · Al-Seeb · Sur Club · Talia Club · Sahem Club · Sohar Club